# 4. Sinfonie (Prokofjew)
Die Sinfonie Nr. 4, in C-Dur von Sergei Sergejewitsch Prokofjew existiert in zwei Fassungen:
- Opus 47, komponiert 1929–1930, uraufgeführt am 30. November 1930 vom Boston Symphony Orchestra unter der Leitung von Sergei Kussewizki.
- Opus 112, die 1947 überarbeitete und erweiterte Fassung, uraufgeführt am 11. März 1950 vom BBC Symphony Orchestra unter der Leitung von Adrian Boult.

Beide Versionen beruhen motivisch und thematisch auf dem 1928–1929 entstandenen und am 21. Mai 1929 in Paris uraufgeführten, etwa halbstündigen Kurzballett Der verlorene Sohn. Aufgrund des unmittelbaren, allerdings nicht dauerhaften, Erfolges des Bühnenwerks beschloss der Komponist, verworfene Skizzen dazu zu einem sinfonischen Werk zu verarbeiten. Die erste Fassung der Vierten wurde kritisch wohlwollend aufgenommen, befriedigte Prokofjew jedoch nicht, da er den Eindruck gewann, nicht genügend aus dem verwendeten Material gemacht zu haben. Tatsächlich beträgt die Dauer von Opus 47 gute zehn Minuten weniger als jene des Balletts, wohingegen Opus 112 (inzwischen die meistgespielte Fassung) einige Minuten länger dauert.
Die Überarbeitungen von 1947 hatten auch zur Folge, dass der Kopfsatz von Opus 112 zum längsten jemals von Prokofjew geschriebenen wurde.
Opus 112 ist möglicherweise Prokofjews kunstfertigster Beitrag zur Gattung Neoklassizismus. Die lange Überleitung von der Reprise zur Coda im sonatenhauptsatzförmig strukturierten Kopfsatz stellt neben den Übergängen vom 3. zum 4. Satz in der Sinfonie Nr. 5 von Ludwig van Beethoven und der Sinfonie Nr. 4 von Robert Schumann eine der spannungsgeladensten Stellen ihrer Art in der Musik dar. 
In der (verhältnismäßig kargen) Diskografie wird das Werk meistens mit der Dritten Sinfonie zusammengelegt. Tatsächlich weisen beide Werke dieselbe Grundtonart C sowie eine ähnliche Entstehungsgeschichte aus einem vorangegangenen Bühnenwerk auf, wobei die Dritte jedoch mit problematischerem, weil im Vorfeld unaufgeführt gebliebenem, Material arbeitet.